# Acționar
Acest articol conține definiții ale noțiunii de acționar, precum și clasificarea acționarilor în funcție de participația deținută de acesta din capitalul social al emitentului.
Acționarul este un investitor, care în condiții legale posedă acțiuni și care beneficiază de drepturi ce survin din posesia acestora. Un acționar este o persoană (fizică sau juridică) care deține acțiuni la societatea pe acțiuni. Acționarii sunt separați legal de societatea în sine. De obicei, acestea nu sunt responsabile pentru datoriile corporative; răspunderea acestora este limitată la valoarea neplătită a acțiunilor. Fiecare acțiune a unui anumit tip de societate (obișnuită sau privilegiată) conferă fiecărui proprietar de acțiuni de același tip aceleași drepturi.

## Descriere
Acționar semnificativ este o persoană fizică, juridică sau un grup de persoane care acționează în mod concertat și care deține direct sau indirect o participație de cel puțin 10% din capitalul total social al emitentului sau din drepturile de vot în adunarea generală, ori o participație care permite exercitarea unei influențe semnificative asupra luării deciziilor în adunarea generală sau în consiliul de administrație, în general.
Acționar majoritar este acționarul care individual sau în mod concertat cu alți acționari deține peste 50% din capitalul social (sau din drepturile de vot) al unei societăți comerciale sau economice.
Acționar comanditar este acționarul care participă la formarea societății în comandită pe acțiuni alături de acționarii comanditați, dar care însă nu răspunde decât până la concurența capitalului social subscris 
Acționar comanditat este acționarul care participă la formarea societății în comandită pe acțiuni alături de acționarii comanditari și care răspunde nelimitat și solidar pentru obligațiile societății.

## Acționari și conducere într-o societate pe acțiuni
Organul suprem de conducere al societății pe acțiuni este adunarea generală a acționarilor, care ia decizii cu privire la chestiunile care țin de competența adunării generale.   Acționarii societății pe acțiuni participă la conducerea societății prin organizarea unei adunări generale ordinare (anuale) sau extraordinare a acționarilor. 
Competențele cheie ale acționarului sunt strategia, dezvoltarea și afacerea.
Acționarii minoritari sunt adesea menționați ca persoane fizice cu o cotă mică de acțiuni. În Rusia, "armata" acționarilor minoritari a apărut după privatizarea întreprinderilor de stat, timp în care titlurile au fost transferate gratuit tuturor angajaților, inclusiv foștilor angajați.
Acționarul majoritar deține un bloc mare de acțiuni.